# Marano Principato
Marano Principato község (comune) Olaszország Calabria régiójában, Cosenza megyében.

## Fekvése
A megye délnyugati részén fekszik. Határai:  Castrolibero, Cerisano, Falconara Albanese, Marano Marchesato, Rende, San Fili és San Lucido.

## Története
A települést a 17. században alapították castroliberói lakosok, akiknek házait egy földrengés elpusztított.

## Népessége
A népesség számának alakulása:

## Főbb látnivalói
- Santa Maria Assunta-templom
- Sant’Antonio-templom